# Alan Thompson (voetballer)
Alan Thompson (Newcastle upon Tyne, 22 december 1973) is een voormalig voetballer uit Engeland. Hij speelde meestal als middenvelder, maar kon ook in de verdediging en de aanval uit de voeten. Hij begon zijn carrière bij Newcastle United. Na zeventien jaar van professioneel voetbal sloot Thompson zijn loopbaan af bij Hartlepool United. Tegenwoordig is hij coach op de academie van zijn eerste club, Newcastle United.

## Newcastle United
In 1991 startte Alan Thompson zijn professionele voetbalcarrière bij Newcastle United, de club uit zijn geboortestad Newcastle upon Tyne. Van deze club was hij al fan toen hij nog een kind was. Alhoewel hij in het seizoen 1990/1991 al deel uitmaakte van de selectie van Newcastle, moest Thompson wachten tot het volgende seizoen voordat hij zijn officiële debuut voor de club zou maken. De club speelde toen nog op het tweede niveau van Engeland, maar Alan Thompson kon niet echt doorbreken bij Newcastle. In 1991/1992 speelde hij nog veertien wedstrijden voor de club, maar het jaar daarna waren het er slechts twee. Toch maakte hij wel het kampioenschap mee van Newcastle in de First Division, waardoor, samen met West Ham United, promotie naar de Premier League werd afgedwongen. Met Newcastle zou Thompson echter niet op dit niveau acteren. Hij werd voor aanvang van het seizoen 1993/1994 namelijk verkocht aan een club uit de First Division. Voor Newcastle United speelde Alan Thompson een totaal van zestien wedstrijden. Scoren zou hij er nooit voor doen.

## Bolton Wanderers
Hoewel Alan Thompson bij zijn vorige club, Newcastle United, niet veel wedstrijdervaring had opgedaan, groeide hij bij de Bolton Wanderers al snel uit tot een belangrijke kracht binnen het team. In zijn eerste jaar bij de club zou hij zijn eerste doelpunten op professioneel niveau scoren en daarnaast ook meer dan 25 wedstrijden spelen. Met Bolton eindigde hij in 1994 op de veertiende plaats. In het seizoen 1994/1995 eindigde Thompson samen met Bolton als derde in de First Division, waardoor het play-offs mocht spelen om promotie naar de Premier League af te dwingen. In de finales van de play-offs moesten de Wanderers het opnemen tegen Reading F.C., dat als tweede was geëindigd. Bij rust leidde Reading met 2-0, maar uiteindelijk wist Bolton een verlenging af te dwingen, waarin het met 4-3 won. Daarom promoveerde Alan Thompson met Bolton naar de Premier League. Daarnaast werd in datzelfde seizoen de finale van de League Cup gehaald. Daarin was Liverpool F.C. de opponent. Zij nam de leiding door twee doelpunten van Steve McManaman. Een minuut na het doelpunt van McManaman scoorde Alan Thompson de aansluitingstreffer, 2-1, maar verder kwam Bolton niet. Zo werd de finale verloren. Ook het eerste seizoen dat Thompson met Bolton in de Premier League speelde, ging verloren. Bolton begon het seizoen dramatisch, waardoor trainer Roy McFarland ontslagen werd. Hij werd vervangen door Colin Todd, die de resultaten van Bolton liet verbeteren. Als Bolton het hele seizoen gespeeld zou hebben als onder zijn bewind, zou de club als veertiende geëindigd zijn. Desondanks kon degradatie niet worden afgewonden en keer Thompson weer terug naar de First Division. Daar maakte hij met Bolton echter weer furore. De club werd kampioen en Thompson scoorde tien doelpunten. Zo keerden ze voor het seizoen 1997/1998 weer terug naar de Premier League. Weer zou Thompson echter met Bolton degraderen, hoewel deze keer niet de laatste, maar de achttiende plaats werd bezet. Doordat ze een slechter doelsaldo hadden dan Everton FC, degradeerde Bolton en niet de Liverpudlians. Alan Thompson zou echter in de Premier League blijven spelen, want hij tekende een contract bij een andere Premier League-club. Voor Bolton Wanderers scoorde Thompson 37 doelpunten in 157 competitiewedstrijden.

## Aston Villa
In 1998 tekende Alan Thompson een contract bij Aston Villa. Bij de club uit Birmingham kwam hij samen te spelen met spelers zoals Gareth Southgate, Darius Vassell en Lee Hendrie. Net als bij de Bolton Wanderers groeide Thompson ook bij Villa meteen uit tot een vaste basisspeler. Zijn eerste doelpunt scoorde hij al in de tweede wedstrijd die speelde voor Aston Villa. Dit was in een met 3-1 gewonnen wedstrijd tegen Middlesbrough F.C. Met Aston Villa maakte Alan Thompson zijn debuut op Europees niveau. Dit was in een wedstrijd om de UEFA Cup tegen het uit Noorwegen afkomstige Strømgodset IF. In de Premier League eindigde Alan Thompson twee keer in de subtop. Aston Villa werd namelijk gedurende zijn periode bij de club twee keer zesde. Aanvankelijk zou Thompson ook in het seizoen 2000/2001 gewoon nog deel uit blijven maken van de selectie van Villa. Een Schotse topclub bood echter toen een bedrag wat de club niet weigerde. Hierdoor vertrok Thompson, na 46 competitiewedstrijden gespeeld te hebben voor Villa, bij de club. Hij wist daarin vier keer de doelman van de tegenstander te passeren.

## Celtic
Voor 2.75 miljoen pond nam Celtic Alan Thompson over van Aston Villa. Hij was daarmee een van de aankopen van de net nieuwe trainer van de club, Martin O'Neill. Ook bij Celtic bleek Thompson een belangrijke waarde voor de club te zijn. Met sterspelers als Henrik Larsson en landgenoot Chris Sutton aan zijn zijde, werd Thompson al in zijn eerste seizoen bij Celtic kampioen van de Scottish Premier League. Dit was met maar liefst vijftien punten voorsprong op de nummer 2 en aartsrivaal Glasgow Rangers. Ook won hij dat seizoen de Schotse FA Cup en Schotse League Cup met Celtic, alhoewel bij het laatstgenoemde toernooi niet in de finale meespeelde. Voor Celtic scoorde Thompson veel belangrijke doelpunten. Zo scoorde hij in totaal zeven keer tegen vijand Glasgow Rangers, in de beroemde derby The Old Firm. Twee daarvan waren zelfs winnende doelpunten. Ook scoorde hij het enige doelpunt in de finale van de League Cup van 2005. Daardoor won Celtic en niet Dundee United de beker. Naast in vele finales van landelijke bekertoernooien te hebben gestaan, speelde Alan Thompson ook mee in de finale van UEFA Cup van 2003. Nadat het na 90 minuten 2-2 stond, verloor Celtic uiteindelijk door een doelpunt van Derlei met 2-3 van FC Porto. Tot het seizoen 2004/2005 bleef Alan Thompson belangrijk voor Celtic, maar na de komst van Gordon Strachan als nieuwe trainer van Celtic, nam de kans op speelminuten voor hem af. Dit leidde uiteindelijk tot zijn vertrek bij de club in januari 2007. Voor Celtic speelde Alan Thompson in totaal 158 competitiewedstrijden. Daarin trof hij 37 keer het net.

## Leeds United en Hartlepool United
Op 12 januari 2007 werd Alan Thompson door Celtic uitgeleend aan Leeds United. Daar maakte hij namelijk meer kans op een basisplek, aangezien zij op het tweede niveau van het Engelse voetbal uitkwamen. Hoewel Thompson gelijk al bij zijn debuut tegen West Bromwich Albion scoorde, werd de wedstrijd met 3-2 verloren. Aan het einde van het seizoen 2006/2007 kwam er een eind aan zijn huurperiode bij Leeds. De club was hem echter zo goed bevallen, dat hij voor het vorige seizoen een eenjarig contract bij Leeds tekende, hoewel de club was gedegradeerd naar de League One, het derde niveau van het Engelse voetbal. Voor het seizoen 2007/2008 werd Thompson, als opvolger van Jonathan Douglas, benoemd tot aanvoerder van de club. Dit bleef hij nog geen jaar, omdat hij in januari 2008 de overstap maakte naar een andere Engelse club. Voor Leeds United scoorde Alan Thompson vijf keer in 24 wedstrijden. De club waar hij voor één maand kwam te spelen was Hartlepool United. Daar leende Leeds hem namelijk aan uit. Voor Hartlepool speelde hij zeven wedstrijden en scoorde hij één keer. Aan het einde van het seizoen 2007/2008 besloot Alan Thompson te stoppen met professioneel voetbal.

## Interlandcarrière
Alan Thompson heeft één interland gespeeld. Deze had hij te danken aan zijn goede spel gedurende zijn periode bij Celtic. Sven-Göran Eriksson liet hem in een wedstrijd van het Engelse nationale elftal starten tegen het land van herkomst van de coach, Zweden. De wedstrijd werd op 31 maart in Göteborg gespeeld, maar ging met 1-0 verloren. Alan Thompson mocht meespelen tot en met de 60ste minuut, waarin hij, samen met Steven Gerrard, Wayne Rooney en Owen Hargreaves, werd gewisseld voor Alan Smith, Joe Cole, Jermaine Jenas en Emile Heskey. Thompson speelde deze wedstrijd overigens niet als middenvelder, maar als linksback, net als in de finale van de UEFA Cup tegen Porto. Na deze wedstrijd werd Thompson niet meer opgeroepen, waardoor hij ook niet deelnam aan EURO 2004, gehouden in Portugal.

## Erelijst
- First Division: 1993 (Newcastle United), 1997 (Bolton Wanderers)
- Vice-kampioen League Cup: 1995 (Bolton Wanderers)
- Schotse Premier League: 2001, 2002, 2004, 2006 (Celtic)
- Schotse FA Cup: 2001, 2004, 2005 (Celtic)
- Schotse League Cup: 2001, 2006 (Celtic)
- Vice-kampioen Schotse FA Cup: 2002 (Celtic)
- Vice-kampioen UEFA Cup: 2003 (Celtic)
- Vice-kampioen Schote Premier League: 2003, 2005 (Celtic)
- Vice-kampioen Schotse League Cup: 2003 (Celtic)